# Ayos Dito
Ayos Dito foi um lugar em linha para os filipinos para comprar e vender em linha, independentemente de sua localização nas Filipinas. Foi possuído e funcionado por 701 Search, que é um joint venture entre os gigantes dos meios de comunicação Singapore Press Holdings e Schibsted, lançado em março de 2009.

## História
Em 2015, Ayos Dito formou uma fusão com OLX Filipinas, adquirindo o lugar de antigas classificações Sulit em dezembro de 2013. Os anúncios do antigo lugar não se fundiram automaticamente com OLX, e os utentes receberam correios eletrónicos perguntando se desejam migrar seus anúncios à nova plataforma.